# Mistrzostwa Świata w koszykówce kobiet 2014/Grupa B

## Wyniki

### 1 kolejka
| 27 września 201414:00 | Mozambik                                                    | 54:69(18:22, 14:13, 10:18, 12:16) | Kanada                                                    | Ankara Arena, Ankara Widzów: 700 Sędzia: Anne Panther, Babacar Guèye, Wang Zebo |
| 27 września 201414:00 | Pkt:Rute Muianga 14 Zb:Leia Dongue 10 As:Deolinda Ngulela 6 | 54:69(18:22, 14:13, 10:18, 12:16) | Pkt:3 graczy po 11 Zb:Gaucher, Ayim po 7 As:3 graczy po 4 | Ankara Arena, Ankara Widzów: 700 Sędzia: Anne Panther, Babacar Guèye, Wang Zebo |

| 27 września 201419:00 | Turcja                                                          | 50:48(14:15, 3:12, 21:10, 12:11) | Francja                                                       | Ankara Arena, Ankara Widzów: 10000 Sędzia: Amy Bonner, Tomas Jasevičius, Fernando Sampietro |
| 27 września 201419:00 | Pkt:LaToya Pringle 13 Zb:LaToya Pringle 7 As:trzech graczy po 3 | 50:48(14:15, 3:12, 21:10, 12:11) | Pkt:Sandrine Gruda 11 Zb:Sandrine Gruda 13 As:Céline Dumerc 5 | Ankara Arena, Ankara Widzów: 10000 Sędzia: Amy Bonner, Tomas Jasevičius, Fernando Sampietro |

### 2. kolejka
| 28 września 201414:00 | Francja                                                                       | 89:45(20:13, 27:8, 24:10, 18:14) | Mozambik                                                   | Ankara Arena, Ankara Widzów: 500 Sędzia: Jasmina Juras, Kim Bo-hui, Jakub Zamojski |
| 28 września 201414:00 | Pkt:Sandrine Gruda 7 Zb:Sandrine Gruda 7 As:Céline Dumerc, Gaelle Skrela po 6 | 89:45(20:13, 27:8, 24:10, 18:14) | Pkt:Leia Dongue 18 Zb:Leia Dongue 11 As:Deolinda Ngulela 6 | Ankara Arena, Ankara Widzów: 500 Sędzia: Jasmina Juras, Kim Bo-hui, Jakub Zamojski |

| 28 września 201419:00 | Kanada                                                              | 44:55(17:17, 5:7, 9:7, 13:25) | Turcja                                                            | Ankara Arena, Ankara Widzów: 10000 Sędzia: Roberto Chiari, Toni Caldwell, Roberto Oliveros |
| 28 września 201419:00 | Pkt:Gaucher, K. Plouffe po 9 Zb:trzech graczy po 5 As:Kim Gaucher 2 | 44:55(17:17, 5:7, 9:7, 13:25) | Pkt:LaToya Pringle 18 Zb:Alben, Pringle po 6 As:Birsel Vardarlı 6 | Ankara Arena, Ankara Widzów: 10000 Sędzia: Roberto Chiari, Toni Caldwell, Roberto Oliveros |

### 3 kolejka
| 30 września 201419:00 | Mozambik                                                | 54:64(12:18, 11:18, 15:19, 16:9) | Turcja                                                      | Ankara Arena, Ankara Widzów: 9600 Sędzia: Amy Bonner, Babacar Guèye, Tomas Jasevičius |
| 30 września 201419:00 | Pkt:Leia Dongue 17 Zb:Leia Dongue 14 As:Anabela Cossa 6 | 54:64(12:18, 11:18, 15:19, 16:9) | Pkt:Şaziye İvegin 13 Zb:Bahar Çağlar 9 As:Tuğba Palazoğlu 4 | Ankara Arena, Ankara Widzów: 9600 Sędzia: Amy Bonner, Babacar Guèye, Tomas Jasevičius |

| 30 września 201421:15 | Francja                                                        | 63:59(15:17, 16:13, 16:13, 16:16) | Kanada                                                              | Ankara Arena, Ankara Widzów: 1800 Sędzia: Fernando Sampietro, Kim Bo-hui, Anne Panther |
| 30 września 201421:15 | Pkt:Sandrine Gruda 13 Zb:trzech graczy 6 As:Gruda, Dumerc po 3 | 63:59(15:17, 16:13, 16:13, 16:16) | Pkt:Tamara Tatham 11 Zb:Michelle Plouffe 5 As:Miah-Marie Langolis 5 | Ankara Arena, Ankara Widzów: 1800 Sędzia: Fernando Sampietro, Kim Bo-hui, Anne Panther |